# 查尔斯·戴
查尔斯·戴（英語：Charles Day，1914年10月19日—1962年5月26日），美国前男子赛艇运动员。他曾代表美国参加1936年夏季奥林匹克运动会赛艇比赛，获得男子八人单桨有舵手金牌。